# Sleep Dealer
Pour plus de détails, voir Fiche technique et Distribution.
Sleep Dealer est un film d'anticipation américano-mexicain réalisé par Alex Rivera, sorti en 2008.

## Synopsis
Dans un futur proche, au Mexique. Tous les jours, Memo Cruz accompagne son père qui doit acheter à un prix prohibitif les quelques litres d’eau assurant la survie de leur famille.
Toutes les nuits, grâce à une radio qu’il a lui-même bricolée, Memo écoute les conversations de ceux qui ont rejoint les grandes villes. En fait, le jeune paysan rêve de faire comme eux et de quitter son village pour faire fortune en travaillant dans une de ces usines délocalisées, proche de la frontière, où l’on manipule à distance des robots sur des chantiers situés aux États-Unis. 
Repéré à cause de sa radio par les forces militaires et pris à tort pour un terroriste, Memo déclenche une attaque téléguidée qui détruit sa maison et tue son père.
Désespéré, Memo part pour Tijuana, la ville du futur.
Grâce à l’aide de Luz, une jeune femme écrivain qu’il a rencontrée pendant son voyage, Memo se fait clandestinement greffer à son système nerveux les connexions nécessaires pour intégrer une des usines dont il avait tant entendu parler. Mais la réalité que va y découvrir Memo est bien loin de ce qu’il avait imaginé...

## Fiche technique
- Titre : Sleep Dealer
- Réalisateur : Alex Rivera
- Scénario : Alex Rivera et Davir Riker
- Image : Lisa Rinzler
- Son : Ruy Garcia et Kent Sparling
- Monteur : Alex Rivera
- Musique : Tomandandy et Lynn Fainchtein
- Genre : Science-fiction
- Durée : 90 min
- Date de sortie[1] : 
  -  Suisse : 2 juillet 2008 (Festival international du film fantastique de Neuchâtel 2008)
  -  France : 10 décembre 2008

## Distribution
- Luis Fernando Peña : Memo Cruz
- Leonor Varela : Luz Martinez
- Jacob Vargas : Rudy Ramirez
- Tenoch Huerta : David Cruz
- Metztli Adamina : Dolorez Cruz
- Jose Coception Macias : Miguel Cruz
- Emilio Guerrero : Ricki
- Norma Pablo : Lupe
- Roberto Reyes : Antonio
- Guillermo Rios : le contremaître

## Récompenses
- Prix Amnesty International au Festival de Berlin
- Prix de la fondation Alfred P. Sloan et Prix du scénario Waldo Salt au Festival du film de Sundance
- Prix du meilleur film au Festival international du film fantastique de Neuchâtel